# جزماوات
الجزماوات (الاسم العلمي: Carduelinae) هي أسرة من الطيور تتبع الفصيلة الشرشوريات من رتبة العصفوريات.

## أجناس الجزماوات
- الجزم